# تپه فرهادخان
تپه فرهادخان مربوط به دوران‌های تاریخی پس از اسلام است و در شهرستان بوئین‌زهرا، بخش آبگرم، روستای اردلان واقع شده و این اثر در تاریخ ۲۵ خرداد ۱۳۸۱ با شمارهٔ ثبت ۵۷۷۳ به‌عنوان یکی از آثار ملی ایران به ثبت رسیده است.